# 1159 Granada
1159 Granada è un asteroide della fascia principale del diametro medio di circa 29,98 km. Scoperto nel 1929, presenta un'orbita caratterizzata da un semiasse maggiore pari a 2,3797976 UA e da un'eccentricità di 0,0583877, inclinata di 13,03165° rispetto all'eclittica.
Il suo nome fa riferimento alla città di Granada, in Spagna.